# Фране Войковіц
Фране Войковіц (хорв. Frane Vojković; нар. 20 грудня 1996, Спліт, Хорватія) — хорватський футболіст, півзахисник львівських «Карпат».

## Клубна кар'єра

### Ранні роки
Войковіц приєднався до дитячої академії «Хайдука» (Спліт) у 6-річному віці, пройшов через усі дитячі, юнацькі та молодіжні команди клубу. Також пройшов усі щаблі юнацьких збірних починаючи з команди U-14. Ще зовсім недосвідченим, дебютував у юнацькій збірній Хорватії U-17 у 15-річному віці, став стабільним гравцем першої команди, в той же час, незважаючи на те, що Фране народився в останні дні 1996 року, він грав за команду 1995 р.н., допомагаючи їй у національному чемпіонаті U-17. Однак гравець зазнав цілої низки важких травм, через що в період з листопада 2013 року по лютий 2015 року не зіграв жодного матчу. Після цього повернувся до занять футболом, встиг зіграти по два матчі за юнацьку збірну Хорватії U-19 та другу команду «Хайдука» в третій лізі Хорватії, проте в березні 2015 року знову отримав травму.

### «Хайдук» (Спліт)

#### Сезон 2016/17 років
Повернувся до тренувань під час зимової перерви сезону 2015/16 років. Незважаючи на те, щр Войковіц перебував поза футболом майже два роки, справив хороше враження на тренерський штаб клубу, завдяки чому підписав професіональний контракт терміном на 3,5 роки. Дебютував у першій команді 27 лютого 2016 року в програному (0:1) виїзному поєдинку проти «Рієки», вийшовши на поле в другому таймі замість Томи Башича

### «Цибалія»

#### Сезон 2017/18 років
У вересні 2017 року Фране перейшов в оренду до «Цибалії» оскільки шансів проявити себе в сплітському клубі отримував дуже мало. У новій команді також зіграв невелику кількість матчів, переважно через травми. 

### «Рудеш»

#### Сезон 2018/19 років
У липні 2018 року разом з Антонієм Каліком відправився в оренду до представника Першої ліги ФК «Рудеш».

## Кар'єра в збірній
Войковіц пройшов усі щаблі юнацьких збірних хорватії починаючи з команди U-14. Дебютував у юнацькій збірній Хорватії U-17 у 15-річному віці, став стабільним гравцем першої команди, в той же час, незважаючи на те, що Фране народився в останні дні 1996 року, він грав за команду 1995 р.н., допомагаючи їй у національному чемпіонаті U-17. Також провів 1 матч за молодіжну збірну Хорватії.

### «Карпати» (Львів)
30 липня 2019 року підписав 2-річний контракт з «Карпатами». Дебютував у «зелено-білій» футболці 31 липня 2019 року в програному (0:1) домашньому поєдинку 1-о туру Прем'єр-ліги проти київського «Динамо». Фране вийшов на поле в стартовому складі, а на 73-й хвилині його замінив Артем Козак.

## Статистика виступів

### Клубна
Станом на 14 серпня 2018 року
| Клуб               | Сезон   | Ліга                                                                | Матчі | Голи | Асисти |
| ------------------ | ------- | ------------------------------------------------------------------- | ----- | ---- | ------ |
| «Рудеш» (оренда)   | 2018-19 | Перша ліга Хорватії [Архівовано 24 березня 2019 у Wayback Machine.] | 3     | 0    | 0      |
| «Цибалія» (оренда) | 2017-18 | Перша ліга Хорватії [Архівовано 24 березня 2019 у Wayback Machine.] | 9     | 0    | 2      |
| «Хайдук» (Спліт)   | 2016-17 | Перша ліга Хорватії [Архівовано 24 березня 2019 у Wayback Machine.] | 6     | 0    | 0      |
| «Хайдук» (Спліт)   | 2015-16 | Перша ліга Хорватії [Архівовано 24 березня 2019 у Wayback Machine.] | 10    | 0    | 0      |

### У збірній
Станом на 13 листопада 2017 року
| Рік  | Категорія | Матчі | Голи |
| ---- | --------- | ----- | ---- |
| 2010 | U-14      | 2     | 0    |
| 2011 | U-15      | 4     | 0    |
| 2012 | U-16      | 5     | 1    |
| 2013 | U-17      | 17    | 1    |
| 2014 | U-18      | 1     | 0    |
| 2015 | U-19      | 2     | 0    |
| 2017 | U-21      | 1     | 0    |

## Особисте життя
Фране один з трьох синів Івана та Санди Войковіц. Старший брат Франа Мірко, народився 1995 року, а молодший — Йосип — 1998 року.
Войковіц виступав у футболці під 88-м ігровим номером на честь свого діда, Симона Войковіца, який помер у 88-річному віці.